# Кліодинаміка

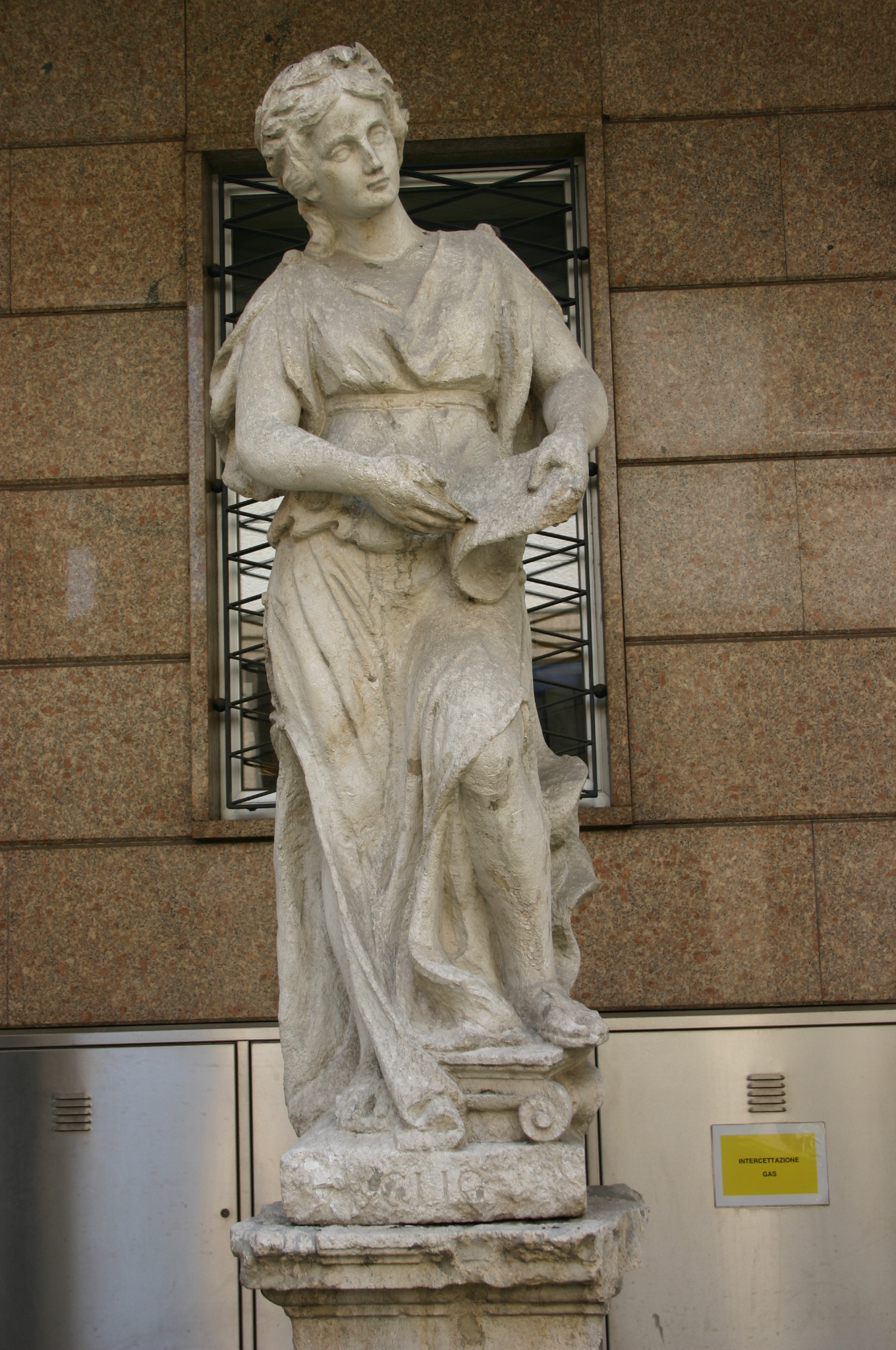
Муза Кліо

Кліодинаміка — міждисциплінарна область дослідження, сфокусована на математичному моделюванні соціально-історичних процесів.
Назва походить від імені Кліо — музи історії та героїчної поезії в грецькій міфології. Термін запропонований П. В. Турчином 2003 року.
Серед учених кліодинаміка не отримала загального визнання і є спірним дискусійним підходом.

## Загальні відомості
Основним завданням кліодинаміки є виявлення та дослідження історичних закономірностей на основі аналізу довготривалих соціальних процесів. Згідно з публікаціями основоположників кліодинаміки, до теперішнього часу основними досягненнями можна вважати розробку математичних моделей «вікових» соціально-демографічних циклів та досить успішне математичне моделювання довгострокового розвитку Світ-Системи.
На думку П. В. Турчина, кліодинаміка виростає з кліометрії, потребує в ній як у постачальника «сировини», емпіричних даних, але і кліометрія потребує дисципліни, подібної до кліодинаміки, як у джерелі теорій і моделей, яке скеровує емпіричні дослідження.
Згідно публікації наукового журналіста Лаури Спінні в «Nature», більшість учених-істориків ставиться до кліодинаміки глибоко скептично, оцінюють її перспективи критично, і не впевнені в можливості успішного застосування її методів у історичній науці. Дехто, зокрема Сергій Капиця, підкреслювали, що «загальні питання застосування методів математики до суспільних явищ також вимагають більшої уваги і розуміння» і в багатьох випадках «мова може йти лише про якісне, „м'яке“ моделювання». Каліфорнійський «The Institute for Research on World-Systems», підтримує науковий журнал, присвячений кліодинаміці, в редакційну колегію якого входять Ренделл Коллінз і Кристофер Чейз-Данн.